# Frederico I de Anhalt
Frederico I, Duque de Anhalt (29 de abril de 1831 - 24 de janeiro de 1904) foi um príncipe alemão da casa de Ascânia que governou o ducado de Anhalt de 1871 até à sua morte de 1904.

## Juventude
Frederico nasceu em Dessau em 1831, sendo o terceiro filho e único rapaz do duque Leopoldo IV de Anhalt-Dessau e da sua esposa, a princesa Frederica Guilhermina da Prússia, filha do príncipe Luís Carlos da Prússia.
Estudou nas universidades de Bonn e Genebra e, em 1841, entrou na academia militar prussiana em Potsdam.
Em 1863 tornou-se herdeiro do ducado de Anhalt quando o seu pai Leopoldo subiu ao trono após a morte do último duque de Anhalt-Bernburg.
Em 1864, participou na Segunda Guerra de Schleswig no exército do seu cunhado, o príncipe Frederico Carlos da Prússia. Esteve também, entre 1870 e 1871, na Guerra Franco-prussiana como Tenente-general. Esteve presente na proclamação de Guilherme I da Prússia como imperador alemão na sala dos espelhos do Palácio de Versailles no dia 18 de janeiro de 1871.

## Reinado
Frederico sucedeu ao seu pai como duque de Anhalt-Dessau no dia 22 de maio de 1871.
No dia 23 de janeiro de 1904 teve uma apoplexia e morreu no dia seguinte no Castelo de Ballenstedt. Como o seu filho mais velho, Leopoldo, morreu antes dele, foi sucedido pelo seu segundo filho que se tornou no duque Frederico II.

## Casamento e descendência
Frederico casou-se no dia 22 de abril de 1854 em Altemburgo com a princesa Antónia de Saxe-Altemburgo, uma filha do príncipe Eduardo de Saxe-Altemburgo e da sua esposa, a princesa Amélia de Hohenzollern-Sigmaringen. Tiveram seis filhos:
- Leopoldo de Anhalt (1855-1886) casado com a princesa Isabel de Hesse-Cassel, filha mais nova do príncipe Frederico Guilherme de Hesse-Cassel e da princesa Ana da Prússia; teve apenas uma filha.
- Frederico II de Anhalt (1856-1918) casado com a princesa Maria de Baden; sem descendência.
- Isabel de Anhalt (1857-1933) casada com o grão-duque Adolfo Frederico V de Mecklemburgo-Strelitz; com descendência.
- Eduardo de Anhalt (1861-1918) casado com a princesa Luísa de Saxe-Altemburgo; com descendência.
- Ariberto de Anhalt (1866-1933) casado com a princesa Maria Luísa de Schleswig-Holstein; sem descendência.
- Alexandra de Anhalt (1868-1958) casada com o príncipe Sizzo de Schwarzburg; com descendência.